# Ashmore (Royaume-Uni)
Pour les articles homonymes, voir Ashmore.
Ashmore est une paroisse civile et un village du Dorset, en Angleterre.

## Histoire

### Âge du bronze
Le village et ses environs sont occupés depuis l'âge du bronze, comme l'atteste l'étang artificiel construit (notamment en remplissant le fond d'un creux d'argile) afin de maintenir un point d'eau pour le village.

## Culture et patrimoine
Le Ashmore Pond est un étang artificiel circulaire situé au cœur d'Ashmore. Selon les études menées à partir des éléments datables présents dans la boue et l'argile, il aurait été construit à l'âge du bronze, peut-être aux alentours de 1000 av. J.-C.. L'étang se situe 60 mètres au dessus du niveau hydrostatique.